# Triscaedecia dactyloptera
Triscaedecia dactyloptera är en fjärilsart som beskrevs av George Francis Hampson 1905. Triscaedecia dactyloptera ingår i släktet Triscaedecia och familjen mångfliksmott, (Alucitidae). Inga underarter finns listade i Catalogue of Life.